# Sphaeroniscus gerstaeckeri
Sphaeroniscus gerstaeckeri är en kräftdjursart som beskrevs av Albert Vandel1968. Sphaeroniscus gerstaeckeri ingår i släktet Sphaeroniscus och familjen Scleropactidae. Inga underarter finns listade i Catalogue of Life.